# Pochera

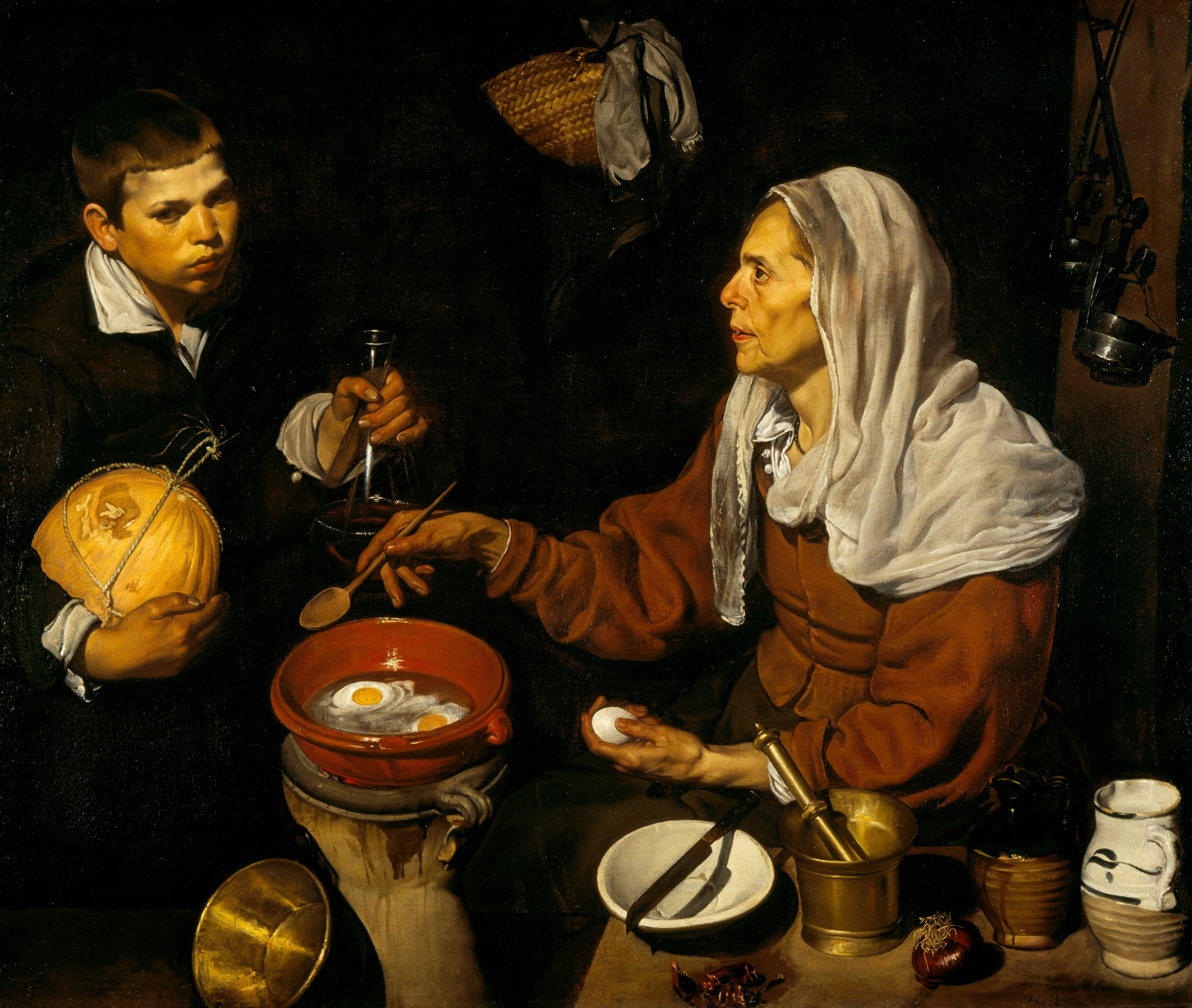
Diego Velázquez: Kvinna som pocherar ägg, c. 1618

Pochera innebär inom kokkonsten att man sjuder någonting i vätska. 
Ordet härrör från det franska ordet poche, ficka - och kommer av att pochera (helförlorade) ägg, vilket innebär att gulan  sveps in i vitan i den sjudande vätskan (vattnet); gulan kommer att ligga i en ficka.